# Johann Martin Joseph Windeck

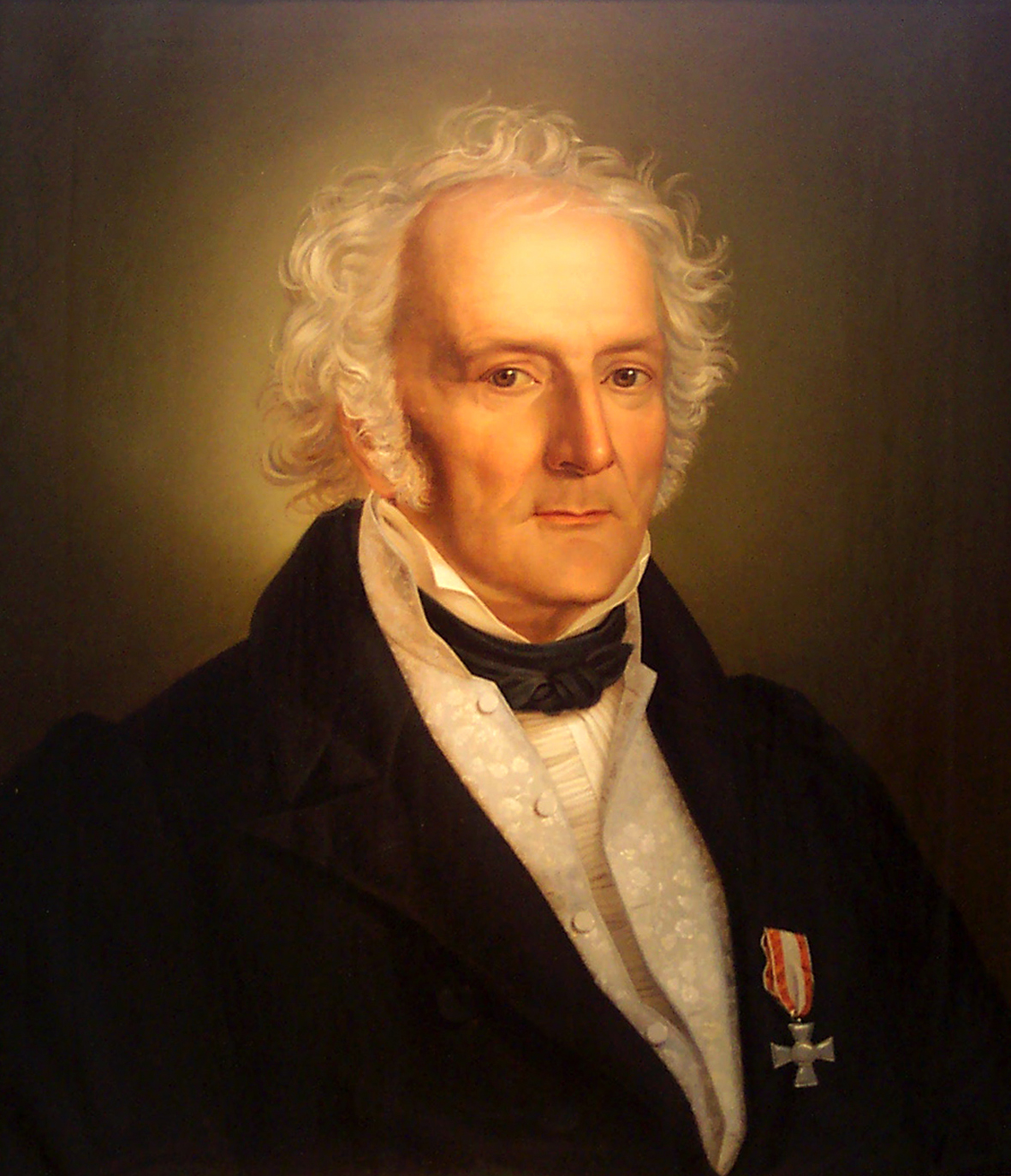
Johann Martin Joseph Windeck, Gemälde von Matthias Radermacher, 1833

Johann Martin Joseph Windeck (* 26. August 1765 in Bonn; † 21. Dezember 1839 ebenda) war Jurist und von 1817 bis 1839 Oberbürgermeister von Bonn.

## Leben
Von 1786 bis 1791 studierte Windeck an der ersten Bonner Universität Rechtswissenschaften. Seit 1798 Präsident der Domänenverwaltung und 1803 Mitglied der Kommission zur Erwerbung der Domänen, war Windeck ab 1800 in Bonn als Notar unter der kurkölnischen und der französischen Regierung tätig und wurde 1815 Beigeordneter der Stadt.  
Als Etappendirektor beschaffte er 1814 die von einem russischen General geforderten Kontributionen. Im selben Jahr wurde er erstmals als Munizipalrat genannt. Nachdem Graf Belderbusch 1816 zum Landrat aufgestiegen war, wurde der Posten des Oberbürgermeisters ein Jahr lang kommissarisch von Kreisnotar Eilender besetzt. 1817 wurde Caspar Oppenhoff dann einstimmig vom Bonner Stadtrat zum Oberbürgermeister gewählt. Die preußische Regierung hielt sich jedoch nicht an diese Empfehlung und setzte Windeck ein, der bis 1839 die Geschicke der Stadt lenkte. In seiner Amtszeit fanden die Abbrucharbeiten am Köln- und Sterntor zugunsten von Neubauten statt. Die von ihm entworfene neue Marktordnung der Stadt Bonn von 1826 sah feste Plätze für die Anbieter vor. In seine Zeit fällt auch die erste Versammlung des „Vereins zur Errichtung der Eisenbahn von Bonn nach Köln“. Die Genehmigung des Königs zum Eisenbahnbau erlebte Windeck aber nicht mehr. Versagt blieb ihm der Erfolg in seinen Bemühungen um die Einrichtung eines Landgerichtes in Bonn (1850 eröffnet). 
Sein Grab befindet sich auf dem Alten Friedhof in Bonn.
Seit 1908 trägt ihm zu Ehren die Straße zwischen Münsterplatz und Bottlerplatz den Namen „Windeckstraße“.